# 東京都道134号恋ヶ窪新田三鷹線

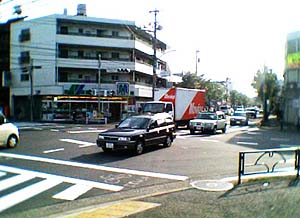
本多5丁目交差点。本道は右手から左奥へ続く。

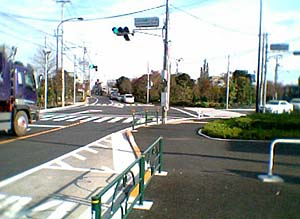
小金井保健センター前交差点。本道は手前から右奥へ続く。

東京都道134号恋ヶ窪新田三鷹線（とうきょうとどう134ごう こいがくぼしんでんみたかせん）は、国分寺市東恋ヶ窪埼玉県道・東京都道17号所沢府中線交点から、小金井市を経て、三鷹市牟礼東京都道14号新宿国立線交点に至る一般都道である。通称連雀通り。
特に小金井市域 - 三鷹市域の区間は、車線数の不足及び路線バスの通行量の多さから曜日を問わず頻繁に渋滞する。

## 概要
- 起点：国分寺市東恋ヶ窪埼玉県道・東京都道17号所沢府中線交点
- 終点：三鷹市牟礼東京都道14号新宿国立線交点（実際には東京都道110号府中三鷹線交点）
- 延長：10,297 m（上位路線との重複区間を除く）
- 面積：96,051 m2
- 都道認定要件：2以上の市町村と主要地とを連絡する道路
- 都市計画路線名：三鷹3.4.7、国分寺3.4.6、小金井3.4.1、3.4.3、3.4.4
- 通称：連雀通り（東京都通称道路名設定公告整理番号96）
- Googleマップ

## 通過する自治体
- 東京都
  - 国分寺市 - 小平市 - 小金井市 - 三鷹市

## 重複区間
- 東京都道12号調布田無線（日赤病院前交差点 - 三鷹市塚交差点）（上位路線）

## 交差・接続する道路
- 東京都道17号所沢府中線（恋ヶ窪交差点）
- 東京都道222号国立停車場恋ヶ窪線（恋ヶ窪交差点）
- 東京都道133号小川山府中線・東京都道145号立川国分寺線（本多5丁目交差点）
- 東京都道136号武蔵小金井停車場貫井線（小金井保健センター前交差点）
- 東京都道248号府中小平線（小金井警察署前交差点・新小金井街道）
- 東京都道15号府中清瀬線（前原坂上交差点・小金井街道）
- 東京都道247号府中小金井線（東町4丁目西交差点）
- 東京都道123号境調布線（三鷹市井口新田交差点）
- 東京都道12号調布田無線（日赤病院前交差点・武蔵境通り）
- 東京都道12号調布田無線（三鷹市塚交差点・武蔵境通り）
- 東京都道121号武蔵野調布線(八幡前交差点・三鷹通り）
- 東京都道114号武蔵野狛江線（三鷹市狐久保交差点・吉祥寺通り）
- 東京都道110号府中三鷹線（人見街道）

## 沿線の主な施設
- 都立小平南高等学校
- 国分寺消防署
- 東京学芸大学
- 東京経済大学
- 小金井警察署
- 都立小金井工科高等学校・多摩科学技術高等学校
- 小金井市役所
- 武蔵小金井駅
- 新小金井駅
- 武蔵野中央病院
- 武蔵野赤十字病院
- 日赤看護大学
- 武蔵野病院
- 三鷹病院
- 明星学園高等学校
- 法政大学中学・高等学校